# Eugène Louis Melchior Patrin
Eugène-Melchior Louis Patrin (Lyon, 3 de abril de 1742 — Saint-Vallier (Drôme), perto de Lyon, 15 de agosto de 1815) foi um naturalista e explorador francês que se distinguiu nos campos da geologia, mineralogia e botânica e em especial na recolha de amostras e no estudo da geologia e mineralogia da Sibéria, região que explorou durante cerca de 8 anos.

## Biografia
Após estudar química e física, dedicou-se ao estudo da história natural, especializando-se na recolha de amostras de minerais e de rochas. Também recolheu amostras de plantas e produziu alguns trabalhos no campo da botânica.
Após dois anos de viagens pela Alemanha, Hungria e Polónia, conheceu em Vilnius o naturalista francês Jean-Emmanuel Gilibert (1741-1814), que lhe deu cartas de recomendação para a Academia das Ciências de São Petersburgo. Em São Petersburgo foi recebido de maneira amigável por Pyotr Simon Pallas (1741-1811), conseguindo permissão para, acompanhado por um oficial russo, explorar a Sibéria, com a condição de enviar à Academia de São Petersburgo amostras de minerais e outros objetos de história natural notáveis que pudesse coletar. Em resultado dessa permissão, viajou durante 8 anos pelo Império Russo, dedicando a maior parte desse período à exploração mineralógica da Sibéria, região onde permaneceu de 1780 a 1787, conduzindo investigações geológicas e botânicas e, especialmente, colectando amostras de rochas e minerais. Nestas viagens construiu uma coleção mineral pessoal de cerca de 2000 espécimes de minerais e rochas, a maioria dos quais considerados de grande beleza.
Durante a sua estadia na Sibéria, Patrin viajou extensivamente pelos Urais, pelas Montanhas Altai e por diversas regiões da Ásia Setentrional, juntando coleções de rochas e minerais que eram enviadas para São Petersburgo, onde deveriam aguardar o seu retorno. Este material, no entanto, foi parcialmente confiscado por Pyotr Simon Pallas, que guardou os melhores itens para seu gabinete pessoal. PAtrin ofereceu as peças restantes à coleção do Jardin du Roi em Paris, com a condição de que o grupo não fosse separado. Como a coleção de minerais siberianos representava mais de uma tonelada e meia de amostras, todas referenciadas, o Jardin du Roi, hoje Muséum national d'histoire naturelle, recusou a oferta, alegando falta de espaço.
Entretanto ocorre a Revolução Francesa e Patrin é eleito, ao que parece para seu grande espanto, deputado por Lyon. Nas funções de deputado, que exerceu de 7 de setembeo de 1792 a 26 de outubro de 1795, recusou votar a favor da condenação de Luís XVI, pedindo o simples banimento. Durante o Terror, foi preso em julho de 1793 e depois solto. Após a queda de Robespierre, em 1795 foi encarrregado pelo Comité de Salvação Pública (Comité de salut public) de reformar a organização das minas, sector que colocou no caminho da modernização. Porém, em abril do mesmo ano, escreveu-lhes informando que se encontrava em Saint-Étienne para estar com os trabalhadores que sofriam de falta de alimentos. Ao final de sua missão na cidade, deixou uma equipa de engenheiros competentes e uma indústria de carvão em expansão que durararia um século.
Após o seu retorno a Paris, em 1804 foi escolhido para o cargo de bibliotecário do Conseil des mines, From 1790 to 1815, he was a member of the Académie des sciences, belles-lettres et arts de Lyon. a comissão encarregada de aconselhar o governo francês em matérias referentes à indústria extrativa.
Com a criação da École des mines de Saint-Étienne ofereceu à nova instituição a sua coleção de minerais, sendo nomeado seu bibliotecário.
Publicou em 1783 um relato da sua expedição à Sibéria sob o título de Relation d'un voyage aux monts d'Altaïce en Sibérie, fait en 1781 (inicialmente saída a público em São Petersburgo). Contudo, ficaria sobretudo conhecido pela sua obra Histoire naturelle des minéraux, publicada em Paris em cinco volumes no ano IX da Revolução (1800-1801). Em 1779, foi eleito membro correspondente da Academia das Ciências de São Petersburgo. Em 23 de março de 1790 foi eleito membro da Académie des sciences, belles-lettres et arts de Lyon.
No exercício das suas funções como bibliotecário conheceu Georges-Louis Leclerc, conde de Buffon, estabelecendo uma colaboração que levou Patrin a fazer importantes contribuições para a seção de mineralogia da Histoire Naturelle de Buffon, a maior obra sobre história natural até então editada. Impressiondo pelos conhecimentos de mineralogia de Patrin, Buffon encarregou-o de redigir o texto para a secção sobre mineralogia da obra, o que se traduziu em cinco volumes. Todas as gravuras produzidas para as ilustrações dos cinco volumes de mineralogia de Patrin foram pintadas pelo artista parisiense de história natural e gravador Jacques-Eustache Deseve, com a ajuda dos gravadores Gérard-René Le Villain (1740-ca.1810), Jean-Gabriel Caquet (1749-1802 ), J.-A. Pierron (ca.1760-ca.1820) e P. Jourdan.
Em 1788 publicou a moderna descrição da auricalcite, mineral a que deu o nome de «calamine verdâtre». Faleceu em Saint-Vallier (Drôme).
O género de pantas Patrinia (família Caprifoliaceae) foi assim designado em sua honra por Antoine Laurent de Jussieu.

## Obras publicadas
Entre muitas outras, Patrin é autor das seguintes obras:
- Relation d'un voyage aux Monts d'Altaice en Sibérie fait en 1781, (1783).
- Mémoire sur ls moeurs des habitants de la Sibérie, (1790).[4]
- "Recherches sur les volcans : d'après les principles de la chimie pneumatique", in Journal de Physique, de Chimie, d'Histoire Naturelle et des Arts, pp. 241-267, volume 50, Germinal, an 8 (1800).
- Histoire naturelle des minéraux contenant leur description, celle de leur gîte, la théorie de leur formation, leurs rapports avec la géologie ou histoire de la terre, le détail de leurs propriétés et de leurs usages leur analyse chimque, etc. (1830).[15]

## Links
- Assemblée nationale: Eugène, Louis, Melchior Patrin
- Deutsche Biographie: «Patrin, Eugène-Melchior-Louis»
- «Eugène Louis Melchior Patrin», dans Adolphe Robert et Gaston Cougny, Dictionnaire des parlementaires français, Edgar Bourloton, 1889-1891.
- Патрен Э. на сайте Архива РАН.